# Псалмовый тон
Пса́лмовый тон (лат. tonus psalmorum) в католическом богослужении — мелодическая модель, по которой распевается каждый стих псалма. Формульные мелодии ветхозаветных и новозаветных библейских песней (например, магнификата), Плача Иеремии и некоторых других молитв оффиция — те же псалмовые тоны, с несколько более широким распевом.

## Термин и понятие
Термин «псалмовый тон» (лат. tonus psalmorum, нем. Psalmton, англ. psalm tone и т. д.), распространённый в певческих книгах католиков начиная с XIX в., появился относительно недавно. В оригинальной теории и практике (начиная с XIII в.) распев стихов псалма по мелодической модели назывался интонацией (лат. intonatio, также герундий intonandi). Термин intonatio обязан названию типовой начальной мелодической фразы псалмового распева (также называлась терминами initium, inchoatio). Например, «Трактат об интонации [псалмовых] тонов» (Tractatus de intonatione tonorum) Якоба Льежского (или его ученика) начала XIV века рассматривает именно такую «интонацию», то есть способ распева псалмового стиха по заданной мелодической модели. Заголовок анонимного трактата (второй половины XV века) «Искусство интонирования по правилам, переданным основателями музыки» (Ars intonandi secundum regulas ab institutoribus musice traditas) обещает вовсе не «асафьевскую» проблематику, а инструктивное изложение псалмодирования по модели.
«Интонация» понималась в смысле псалмодирования «в тоне», то есть в церковном ладе антифона или респонсория, с которыми (с антифоном / с респонсорием) распеваемый стих надлежало согласовать. Правило согласования тона антифона и тона псалма наблюдается в письменных свидетельствах (сначала ненотированных, позже нотированных мелодиях) начиная с того времени, когда они впервые регистрируются в истории западноевропейской музыки (IX век). В дальнейшем констатация такого согласования стала общим местом трактатов и учебников, описывающих григорианскую монодию. Например, у Иоанна де Грокейо: «Сначала перед псалмом идет антифон, и заслышав его, певчий интонирует псалом в соответствии с его [антифона] ладом. Различаются же интонации в [разных] ладах по началу, середине и окончанию».

## Характеристика
В римско-католической (стандартообразующей) традиции 8 единообразно структурированных псалмовых тонов и одна сверхнормативная мелодия, называемая «блуждающий тон» (tonus peregrinus, букв. странствующий тон). По блуждающему тону распевается псалом 113 «In exitu Israel».

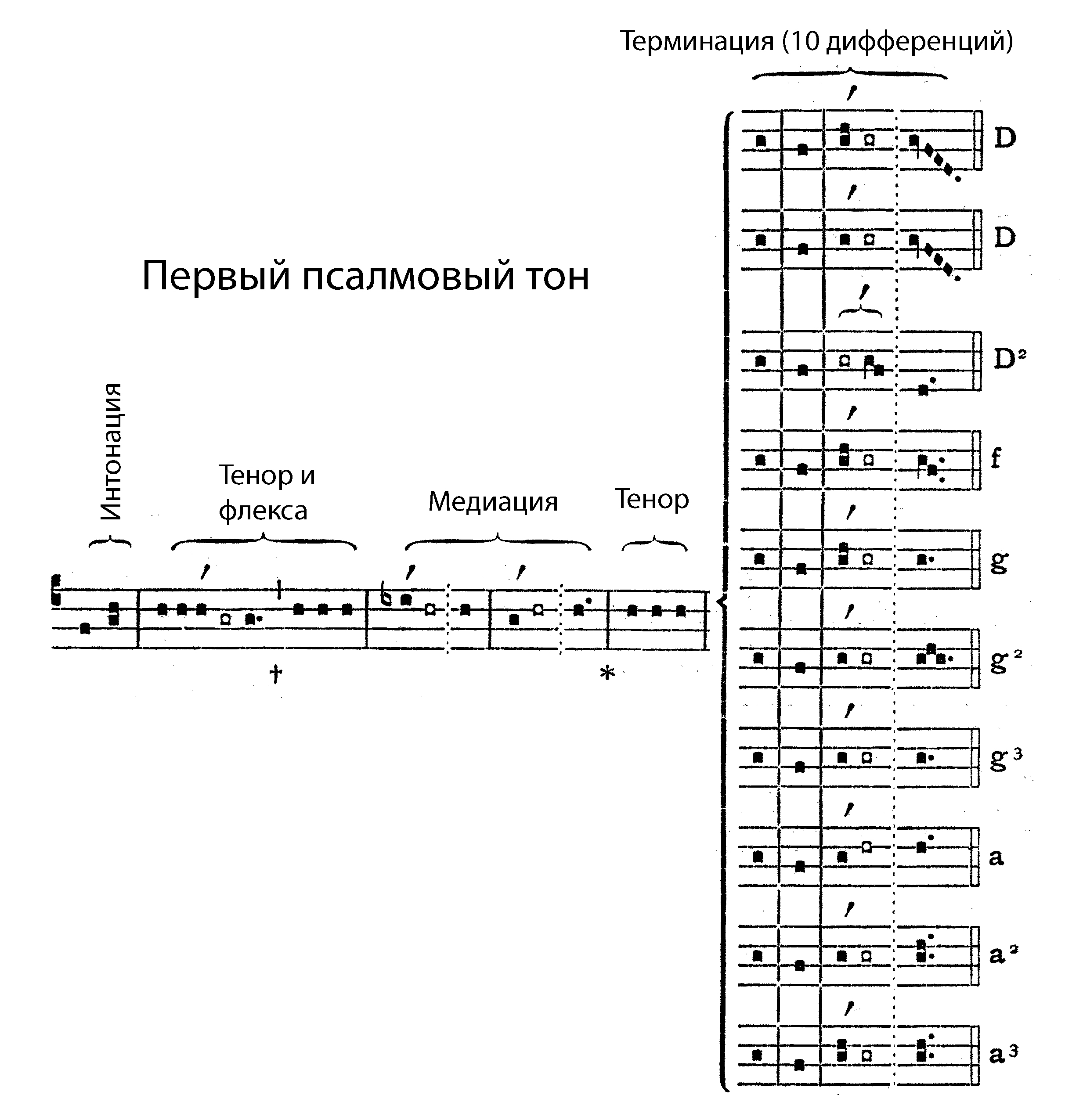
Илл. 1. Псалмовый тон I (римская традиция). Нотный пример в квадратной нотации, с современной аналитической разметкой. «Акценты» (мелодически выделенные окончания разделов текстомузыкальной формы) показаны знаком острого ударения. Ультимы внутристрочной каденции (флексы) и полустрочной (медиации) показаны, соответственно, знаками креста (†) и звездочки (*). Полый бревис (т.наз. nota excavata) показывает «лишнюю» ноту для распева дактилического окончания (напр., Dómino) вместо хореического (напр., tuórum). Лигатуры и конъюнктуры показывают невматический распев текста (2-4 ноты на один слог). Терминациям первого тона предшествуют две приготовительные ноты (в данном примере отделены от собственно клаузул вертикальными чертами, наподобие партитурных тактовых черт). Пунктирной вертикальной чертой показана граница между стопами псалмового стиха.

Элементы текстомузыкальной структуры псалмового тона:
- интонация (лат. intonatio «настройка», также inchoatio) — формула начала, мелодический зачин; второй и последующий стихи псалма распеваются без интонации (распев начинается сразу с тенора); словом «интонация» также называют и распев псалмового стиха целиком, по шаблону мелодии-модели;
- тенор (лат. tenor) — тон речитации, доминанта мелодической структуры; теноры восьми псалмовых тонов совпадают с реперкуссами церковных тонов плавного распева (тенор 1-го тона a, второго f и т. д.)[3] У блуждающего тона в 1-м полустишии тенор a, во 2-м полустишии тенор g (отсюда его название);
- медиация (лат. mediatio — середина) — серединная каденция/клаузула, которой оканчивается первое полустишие (distinctio) псалма;
- терминация (лат. terminatio — заключение) — заключительный мелодический оборот. Для плавной стыковки псалма и (последующего) антифона в псалмодической практике установились различные формульные обороты, называемые дифференциями (лат. differentia — различие). Терминации, как правило, предшествуют одна-три «приготовительные ноты» (notae preparationis).
- флекса (лат. ﬂexa букв. — изгиб, поворот) — факультативная внутристрочная клаузула перед медиацией — для тех случаев, когда из-за особой протяжённости первого полустишия псалмового стиха необходима ещё одна цезура.

При распеве псалма только первый стих содержит все структурные отделы псалмового тона; каждый последующий стих (включая обязательную конечную малую доксологию) распевается сразу с тенора (зачин опускается). При распеве библейских песен (например, магнификата или Benedictus) зачин поётся во всех подряд стихах (включая и малую доксологию).

## Тонарии
Антифоны мессы и оффиция (а также песнопения некоторых других жанров/форм), классифицированные по их принадлежности к тому или иному псалмовому тону, в Средние века входили в специальную книгу под названием тонарий. Притом что связь григорианских хоралов и псалмовых тонов совершенно очевидна (теноры, финалисы, типовые мелодические обороты), с учётом крайнего разнообразия старинных певческих традиций (это разнообразие наблюдается особенно ярко в сравнении многих сохранившихся тонариев) обобщать католический псалмовый тон как некую «квинтэссенцию» одной-единственной западноевропейской модальности всё же нельзя. Вопрос о соотношении (католической) псалмодии и григорианского хорала, об их роли в эволюции европейской гармонии остаётся в музыкальной науке дискуссионным.

## Исторический обзор

Илл. 2. Респонсорные тоны в Сарумском антифонарии (Англия, XIII век)

Единого и унифицированного набора псалмовых тонов не существует. В римских и солемских (стандартных) певческих книгах со времён Тридентского собора до Второго Ватиканского собора установился и повсеместно практиковался «ватиканский» стандарт псалмодии (см. нотный пример для I тона на илл. 1 выше). Помимо римской с IX—X вв. существовали (и существуют доныне) разнообразные локальные традиции псалмодии, с псалмовыми тонами, отличавшимися от римских. Притом что региональные мелодии-модели содержали характерные собственные элементы структуры (иной тенор, иной зачин, иной комплект дифференций и т. д.), модальная структура как таковая (принцип строения псалмового тона, его категории и функции) принципиально сохранялась неизменной.
Из региональных традиций наиболее известна южнонемецкая, которая восходит к практике средневекового монастыря Санкт-Галлен (ныне в Швейцарии). В этой традиции вместо номеров псалмовых тонов (от I до VIII) используются буквы алфавита, вместо tonus I пишут tonus a, вместо tonus II пишут tonus e и т. д..
Помимо «обычных» псалмовых тонов в певческом обиходе католиков существовали устойчивые модели для распева псалмовых стихов в больших респонсориях оффиция (так называемые респонсорные тоны, см. илл. 2) и в инвитаториях, которые отличались большей (по сравнению с обычными псалмовыми тонами) мелодической развитостью, включали элементы невматического и даже мелизматического стилей.
В практике православного богослужения типологическим аналогом псалмового тона является пение по гласам (формульность характерна для знаменного и современного обиходного распева). Формульные распевы псалмов существуют также в протестантском обиходе.
Псалмовые тоны использовались не только в богослужении, но и в «композиторской» музыке. При обработке псалмов и библейских песен авторы, как правило, писали собственную многоголосную музыку только для нечётных стихов, чётные же стихи пропускали, подразумевая исполнение их одноголосно, псалмовым тоном (так называемая техника alternatim). Примером такой композиции может служить знаменитое Miserere Г. Аллегри (ок. 1630).

## Нотные издания
- Liber usualis. Tournai, 1950 (римские псалмовые тоны; см. сс. 112—117).
- Antiphonale monasticum <…>. Paris, Tournai, Roma, 1934 (римские псалмовые тоны).
- Antiphonarium Eremi Beatae Virginis Mariae <…>. Einsiedeln, 1987 (немецкие псалмовые тоны).